# Magistero della Chiesa cattolica
Con il termine magistero della Chiesa, la Chiesa cattolica indica il proprio insegnamento, con il quale essa conserva e trasmette attraverso i secoli il deposito della fede, ovvero la dottrina rivelata agli apostoli da Gesù. 
Il magistero comprende non solo il deposito della fede ma anche quello che dal deposito si deriva e che serve per conservarlo, così come quello che implica la fede e la morale. 

## Oggetto
Quanto all'oggetto, si distingue un Magistero primario e uno secondario. Il Magistero primario ha per oggetto le verità formalmente rivelate, vale a dire le verità di fede e di morale che sono esplicitamente presenti nella Rivelazione o che si deducono da essa (es. i dogmi cristologici, trinitari, la dottrina sulla fede e sui sacramenti).
Il Magistero secondario ha per oggetto le verità non formalmente rivelate e non deducibili dalla Rivelazione, ma che sono necessarie a comprenderla e insegnarla meglio (es. la dottrina morale della Chiesa e gli insegnamenti sull'educazione e sulla famiglia).

## Tipologie
Il magistero può essere ordinario o straordinario. 
All'interno di queste due distinzioni si distinguono ulteriori due sottotipologie di magisteri.
Il magistero ordinario è suddiviso in magistero ordinario e autentico e in magistero ordinario e universale. Entrambi sono esplicitamente menzionati nell'Ad tuendam fidem che li introduce nel Codice di diritto canonico del 1983, modificando i canoni 750 e 752. 
Il magistero ordinario e autentico è così chiamato perché comunque si intende assistito dallo Spirito Santo, sebbene non dogmatico e per sé fallibile: ad esso appartengono ad esempio le esortazioni apostoliche oppure i provvedimenti disciplinari di un papa o di un vescovo nei confronti di singoli oppure entità collettive, gli atti delle conferenze episcopali nazionali e regionali, i sinodi di vescovi contemporanei, pur essere organi di collegialità e condivisione. Il magistero ordinario e universale è provvisto del carisma certo di verità e indica quelle formulazioni che hanno ricevuto il consenso dei vescovi, sebbene non radunati in un concilio e dispersi nelle loro sedi episcopali, in unità col Papa. Ne sono esempi: la Ordinario sacerdotalis e il divieto perenne del sacerdozio femminile, l'Humanae vitae e la non liceità della contraccezione, l'Evangelium vitae e la non liceità dell'aborto. L'espressione "Magistero ordinario e universale è menzionata esplicitamente dalla Evangelium vitae (nn. 57 e 62). Sempre Giovanni Paolo II dichiarò che anche l'Humanae vitae apparteneva a questo tipo di magistero.
Il magistero straordinario, oltre a quello ex cathedra che compete esclusivamente al Sommo Pontefice, include i concili di tipo ecumenico con le loro deliberazioni assunte dalla maggioranza dei Vescovi presenti in comunione col Papa. Il Magistero straordinario non include i concili di tipo pastorale come il Vaticano II, vale a dire quelli che non aggiungono nuovi dogmi alla dottrina. Fino al Medioevo, data la difficoltosa circolazione delle informazioni, avevano valore di Magistero straordinario anche alcuni sinodi regionali le cui decisioni richiamavano quelle dei concili ecumenici, aventi acquisizioni dogmatiche munite del carisma dell'infallibilità.
In merito al Magistero ordinario e universale, nonché ai concili ecumenici, la Lumen Gentium afferma:
(Lumen gentium, n. 25)
Ogni fedele cattolico è moralmente obbligato ad assentire e a credere sia alle dichiarazioni proposte dal magistero straordinario, sia a quelle proposte dal magistero ordinario. Tale assenso, che riguarda sempre argomenti di Fede e Morale, non va riferito esclusivamente a quelle dottrine che sono proposte dal magistero come divinamente rivelate (cioè contenute nella Sacra Scrittura e nella Tradizione), ma si deve estendere anche a tutte quelle dottrine cattoliche che non sono state ancora proposte come divinamente rivelate. Tutto questo è stato dettagliatamente spiegato dalla Congregazione per la Dottrina della Fede.
Il magistero ordinario è la modalità normale con cui la Chiesa comunica il suo insegnamento: esso si può esercitare tramite encicliche, lettere pastorali, altri atti scritti, o attraverso la predicazione orale da parte del papa e dei vescovi, quando questi sono uniti al papa.
Il magistero straordinario, invece, consiste in un pronunciamento ex cathedra del papa, che definisce una verità di fede di natura dogmatica secondo le forme dettate dal dogma dell'infallibilità papale o in alcuni tipi di pronunciamenti dei concili ecumenici quali le costituzioni dogmatiche. Le dichiarazioni conciliari, come la Nostra aetate, sono invece documenti appartenenti al magistero ordinario.
Inoltre, san Tommaso d'Aquino distingueva fra un magisterium cathedrae pastoralis ("magistero della cattedra pastorale", proprio di sacerdoti e vescovi) e un magisterium cathedrae magisteralis ("magistero della cattedra magistrale", proprio dei magister docenti di teologia, gli odierni teologi anche laici). Il vescovo era il grado più alto del magisterium cathedrae pastoralis al cui vertice sta il Vescovo di Roma, successore di Pietro.

## Esclusività dell'esegesi biblica
Nel II secolo Tertulliano, nel trattato La prescrizione contro gli eretici, riferendosi all'usucapione, invocava il monopolio più che ventennale della Chiesa nell'interpretazione biblica per affermare che gli eretici non avevano alcun diritto di pronunciarsi sulla Sacra Scrittura.